# Георгиевский переулок (Орёл)
Гео́ргиевский переулок — небольшой переулок в городе Орле. Находится в пределах исторического центра — «Верхнего города», в Советском районе. Начинается от улицы 7-го Ноября (бывшая Введенская) и заканчивается перед улицей Тургенева (бывшая Георгиевская). Ограничивает с восточной стороны так называемый литературный или музейный кварта́л.

## История названия
В дореволюционное время, согласно планам Орла 1842 и 1879 годов, переулок находился между современными улицами 7-го Ноября и Ленина (бывшая Болховская), и выходил к Георгиевской (Сретенской) церкви, на месте которой в 1952 году был построен кинотеатр «Победа». Переулок назывался Гордеевским (по плану 1842 года), затем Георгиевским (по плану 1879). 14 мая 1929 года переулок переименовали в 1-й Октябрьский, затем по плану города 1934 года он обозначен просто Октябрьским. Предположительно в конце 1938 года часть Октябрьского переулка, от сегодняшнего (2019) перекрёстка с улицей Тургенева и до улицы Ленина, была включена в Тургеневскую улицу (Тургенева). Ныне переулок носит своё историческое дореволюционное именование — Георгиевский.

## Городские объекты и достопримечательности
В переулке находятся всего два дома. Дом № 1 — музей писателя И. А. Бунина, дом № 5 — Общероссийская общественная организация «Российский Красный Крест» — Орловское городское отделение. С левой стороны переулка разбит сквер Писателей — Орловцев (Тургеневский), с правой стороны — сквер Героев Гражданской войны.